# Revolver (The Beatles)
Revolver was de zevende lp van The Beatles in drieënhalf jaar, en kwam uit op 5 augustus 1966.

## Kenmerken
Na een periode waarin de Beatles dezelfde soort muziek maakten, begon bij Revolver de echte vernieuwing, die later bij Sgt. Pepper's Lonely Hearts Club Band werd doorgezet. Op Revolver wordt onder meer geëxperimenteerd met muziek in Oosterse stijl.
Het laatste nummer van het album, Tomorrow Never Knows, is een van de eerste dronecomposities in de popmuziek. Het nummer is gecomponeerd in slechts één aanhoudende grondtoon, de C (in het couplet komt naast het C-akkoord ook het Bes/C-akkoord voor). Bovendien is het de eerste popsong die voor het grootste deel uit (analoge) samples bestaat, een techniek die pas jaren later aan begon te slaan en kenmerkend is geworden voor hiphop. De Beatles waren in die tijd allemaal aan het experimenteren met zogenaamde tapeloops, een techniek waarbij een stuk tape in een lus wordt geplakt, die daardoor eindeloos door een bandrecorder kan worden gespeeld. Een aantal van deze loops werd door de mixconsole gevoerd, en door het open en dicht zetten van de faders werd de compositie gemaakt.
De hoes van de lp werd ontworpen door Klaus Voormann, die de Beatles nog kenden uit hun Hamburgse tijd en die later in de Plastic Ono Band van John Lennon figureerde. In 1966 ontving Paul McCartney een Grammy Award voor zijn zang in het nummer Eleanor Rigby.
In 2010 bracht L'Osservatore Romano, de officiële krant van het Vaticaan, een lijst uit van de tien beste rockplaten in de geschiedenis. Revolver stond op de eerste plaats.

## Nummers
Alle muziek en teksten zijn geschreven door Lennon/McCartney, tenzij anders aangegeven. 
| 1.                 | Taxman (George Harrison)   | 2:38 |
| 2.                 | Eleanor Rigby              | 2:06 |
| 3.                 | I'm Only Sleeping          | 3:00 |
| 4.                 | Love You To (Harrison)     | 2:59 |
| 5.                 | Here, There and Everywhere | 2:24 |
| 6.                 | Yellow Submarine           | 2:38 |
| 7.                 | She Said She Said          | 2:36 |
| Totale duur: 18:35 |                            |      |

| 8.                         | Good Day Sunshine             | 2:09 |
| 9.                         | And Your Bird Can Sing        | 2:00 |
| 10.                        | For No One                    | 1:59 |
| 11.                        | Doctor Robert                 | 2:14 |
| 12.                        | I Want to Tell You (Harrison) | 2:27 |
| 13.                        | Got to Get You into My Life   | 2:29 |
| 14.                        | Tomorrow Never Knows          | 3:01 |
| Totale duur: 34:59 (16:32) |                               |      |

## Hitnotering
| Revolver in de Nederlandse Album Top 100 - binnen: 26-09-2009 | Revolver in de Nederlandse Album Top 100 - binnen: 26-09-2009 | Revolver in de Nederlandse Album Top 100 - binnen: 26-09-2009 | Revolver in de Nederlandse Album Top 100 - binnen: 26-09-2009 |
| Week                                                          | 01                                                            | 02                                                            |                                                               |
| ------------------------------------------------------------- | ------------------------------------------------------------- | ------------------------------------------------------------- | ------------------------------------------------------------- |
| Nummer                                                        | 81                                                            | 99                                                            | uit                                                           |